# 阮氏玉瑛
保祿公主阮氏玉瑛（越南语：／；1790年—1850年），阮朝嘉隆帝第三女，生母是昭容林氏拭。
景興五十一年（1790年），阮氏玉瑛出生。嘉隆七年（1808年），公主19歲，下嫁該奇張福峻之子張福鄧。明命二十一年（1840年），明命帝封玉瑛為保祿公主。嗣德三年（1850年），公主去世，享年六十一歲，諡貞和。
保祿公主育有一子三女。